# Liste der Biografien/Muf
Liste der Biografien |
Portal Biografien |
Personensuche
# |
A |
B |
C |
D |
E |
F |
G |
H |
I |
J |
K |
L |
M |
N |
O |
P |
Q |
R |
S |
T |
U |
V |
W |
X |
Y |
Z |
?
 
Ma |
Mb |
Mc |
Md |
Me |
Mf |
Mg |
Mh |
Mi |
Mj |
Mk |
Ml |
Mm |
Mn |
Mo |
Mp |
Mq |
Mr |
Ms |
Mt |
Mu |
Mv |
Mw |
Mx |
My |
Mz
 
Mua |
Mub |
Muc |
Mud |
Mue |
Muf |
Mug |
Muh |
Mui |
Muj |
Muk |
Mul |
Mum |
Mun |
Muo |
Mup |
Muq |
Mur |
Mus |
Mut |
Muu |
Muv |
Muw |
Mux |
Muy |
Muz
Die Liste der Biografien führt alle Personen auf, die in der deutschsprachigen Wikipedia einen Artikel haben. Dieses ist eine Teilliste mit 51 Einträgen von Personen, deren Namen mit den Buchstaben „Muf“ beginnt.

## Muf

### Mufa
- Mufalali, Adonis (* 1947), sambischer Politiker, Minister der Westprovinz

### Muff
- Muff, Alfred (* 1949), Schweizer Opernsänger (Bassbariton)
- Muff, André (* 1981), Schweizer Fußballspieler
- Muff, André (* 2001), Schweizer Unihockeyspieler
- Muff, Christian (1841–1911), deutscher Pädagoge
- Muff, Claudia (* 1971), Schweizer Akkordeonistin
- Muff, Hans (1944–2015), Schweizer Musikproduzent, Klarinetten- und Saxophonspieler
- Muff, Karl von (1846–1935), württembergischer Generalleutnant
- Muff, Katharina (1868–1951), Schweizer Sozialdemokratin und Frauenrechtlerin
- Muff, Ludwig (1775–1833), württembergischer Oberamtmann
- Muff, Ludwig (1806–1882), württembergischer Oberamtmann
- Muff, Patrik (* 1962), schweizerischer Künstler und Schmuckdesigner
- Muff, Werner (* 1974), Schweizer Springreiter
- Muff, Wolfgang (1880–1947), deutscher General der Infanterie
- Muffang, André (1897–1989), französischer Schachspieler
- Muffat, Camille (1989–2015), französische SchwimmerinCamille Muffat (1989–2015)

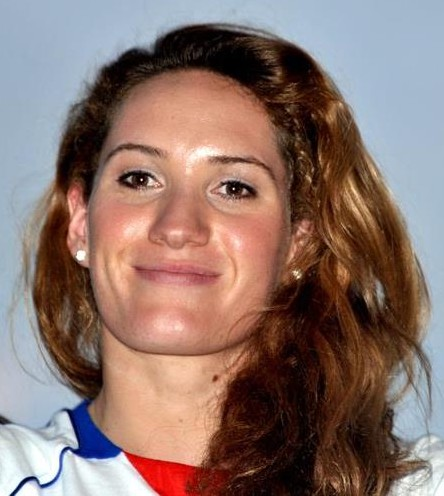
Camille Muffat (1989–2015)

- Muffat, Georg (1653–1704), Komponist und Organist des Barock
- Muffat, Gottlieb (1690–1770), österreichischer Organist und Komponist
- Muffat, Karl (1797–1868), deutscher Architekt und Stadtplaner
- Muffat, Karl August (1804–1878), bayerischer Historiker, Archivar und Numismatiker
- Muffat-Jeandet, Victor (* 1989), französischer Skirennläufer
- Muffat-Joly, Bertrand, französischer Biathlet
- Muffel, Jakob (1471–1526), Nürnberger Patrizier, von Dürer porträtiert
- Muffel, Niklas III. († 1469), Nürnberger Patrizier und Autor
- Müffelmann, Leo (1881–1934), deutscher Freimaurer und Pazifist
- Müffelmann, Ludwig (1853–1927), deutscher Freimaurer, Journalist und Schriftsteller
- Muffels, Rob (* 1994), deutscher Schwimmer
- Muffet, Thomas (1553–1604), englischer Arzt und Naturforscher
- Muffetangen, Simen (* 1971), norwegischer Handballspieler und Handballtrainer
- Muffler, Carmen (* 1993), Schweizer Politikerin (SP)
- Muffler, Karl (1900–1996), deutsch-australischer Konditor und Kuchendesigner
- Müffling genannt Weiß, Georg von (1875–1957), preußischer Landrat

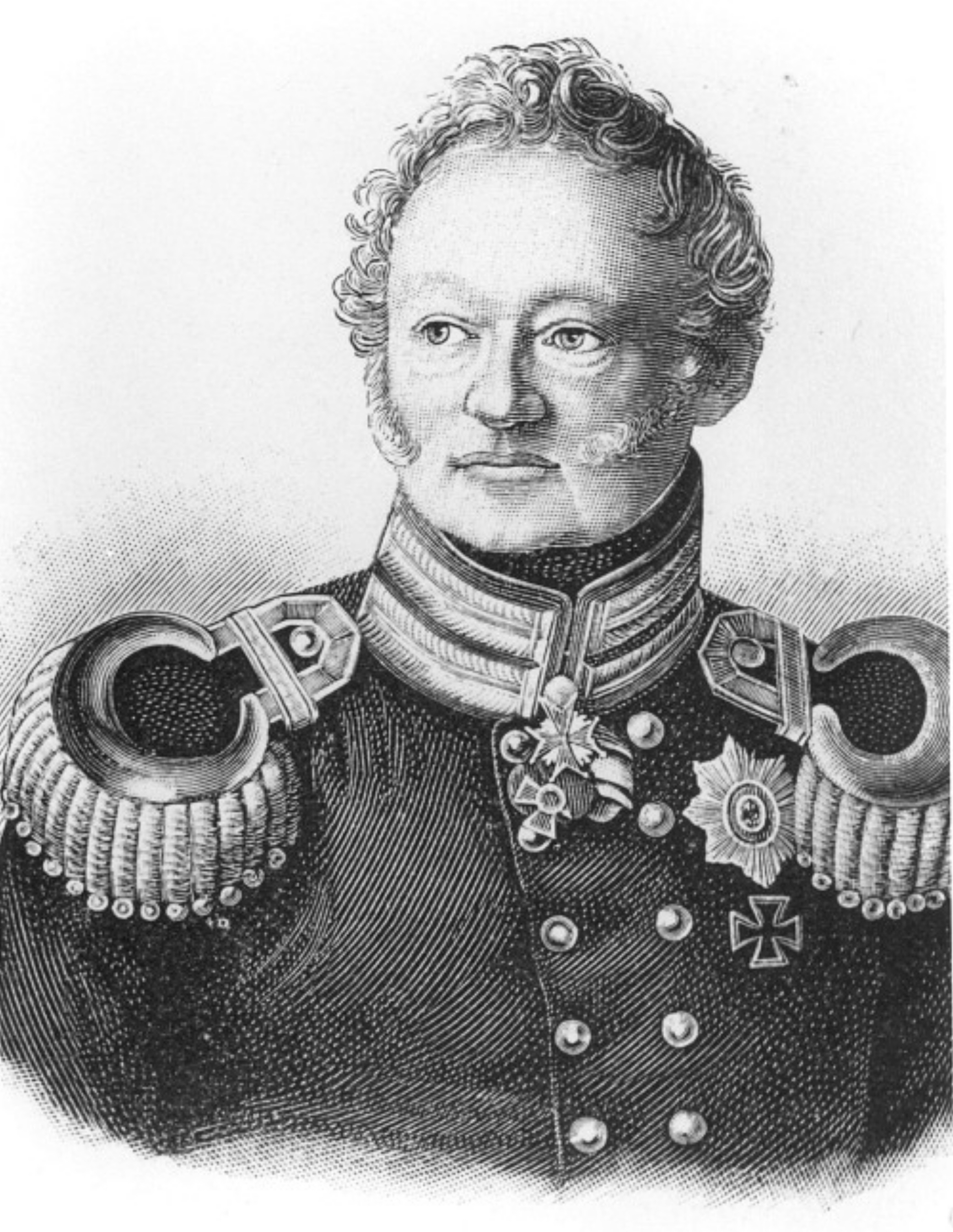
Karl von Müffling genannt Weiß (1775–1851)

- Müffling genannt Weiß, Karl von (1775–1851), preußischer Generalfeldmarschall, Militärschriftsteller und GeodätKarl von Müffling genannt Weiß (1775–1851)
- Müffling genannt Weiß, Karl von (1834–1901), deutscher Verwaltungsbeamter und Rittergutsbesitzer
- Müffling genannt Weiß, Wilhelm von (1778–1858), preußischer General der Infanterie, Gouverneur von Koblenz und Ehrenbreitstein
- Müffling genannt Weiß, Wilhelm von (1839–1912), preußischer Jurist, Landrat und Polizeipräsident
- Müffling, Friedrich Wilhelm von (1742–1808), preußischer Generalmajor
- Müffling, Karl von (1872–1952), deutscher Kapitän zur See der Kaiserlichen Marine

### Mufi
- Mufīd, Asch-Schaich al- († 1022), imamitischer Theologe, Verfasser des Kitāb al-Iršād
- Müfide Kadri (1890–1912), osmanische Malerin

### Muft
- Mufti, Inaam al- (1929–2018), jordanische Ministerin
- Mufti, Mehbooba (* 1959), indische Juristin und Politikerin
- Mufti, Naji Sadiq al, saudi-arabischer Diplomat
- Mufti, Saʿid al- (1898–1989), jordanischer Politiker, Premierminister des Königreichs Jordanien
- Muftić, Mahmoud K. (1919–1971), bosnisch-muslimischer Arzt, Biomediziner und politischer Aktivist
- Muftić, Osman (1934–2010), jugoslawischer Politiker und kroatischer Diplomat
- Muftić, Refik (1939–2019), jugoslawischer Fußballtorhüter
- Müftügil, Şevket (1917–2015), türkischer Jurist, Präsident des Verfassungsgerichts
- Müftüoğlu, Emel (* 1961), türkische Popmusikerin
- Müftüoğlu, Kuddusi (* 1970), türkischer Fußballschiedsrichter

### Mufu
- Mufuca, Ivone (1972–2016), angolanische Handballspielerin